# 小行星6789
小行星6789（英語：6789 Milkey）是一颗围绕太阳公转的小行星。1991年9月4日，埃莉諾·赫琳在帕洛马山发现了此天体。
这颗小行星的绝对星等为283.97876等。